# Robert Thoeren
Robert Thoeren, gebürtig Robert Thorsch (* 21. April 1903 in Brünn, Österreich-Ungarn; † 13. Juli 1957 in München, Deutschland), war ein österreichisch-böhmischer Schauspieler, Schriftsteller und Drehbuchautor.

## Leben
Robert Thorsch wurde als zweiter Sohn von Siegfried „Fritz“ Thorsch (1862–1937) und Emelie „Emma“ Thorsch, geb. Wertheimer, verw. Mändl, (1868–1954) geboren. Er begann seine Laufbahn im Alter von 19 Jahren als Schauspieler beim Theater, 1928/29 war er auch an Berlins Reinhardt-Bühnen tätig. Daneben trat er gelegentlich, vor allem zu Beginn der 30er Jahre, in Filmen auf, wo er gut gekleidete Männer aller Arten verkörperte. In Joe Mays „…und das ist die Hauptsache“ spielte er beispielsweise einen Fürsten in Phantasieuniform.
Gleich nach dem Machtantritt der Nationalsozialisten emigrierte Thoeren nach Frankreich. Dort begann er seine Tätigkeit als Drehbuchautor und verfasste zusammen mit Michael Logan das Originalmanuskript zu „Fanfares d’amour“, welches 23 Jahre später die Grundlage für Billy Wilders Komödienklassiker Manche mögen’s heiß bot. Wilders Verfolgungs- und Verkleidungskomödie wurde zu einem Welterfolg. Schließlich verließ Thoeren Paris und emigrierte im Mai 1938 in die USA, wo er noch im selben Jahr Anschluss an die Filmindustrie fand. 
In Hollywood schrieb er vor allem Melodramen und Abenteuerstoffe mit Exotikflair, zu manchen Filmen erstellte er nur die Storyvorlage. Längere Phasen mangelnder Drehbuchangebote überbrückte der Besitzer einer kleinen Plantage mit dem Verkauf von Orangen aus eigener Ernte. 1943 beantragte Thoeren die US-amerikanische Staatsbürgerschaft. 1949 ging Thoeren für eine Drehbuchmitarbeit nach London. 1951, dem Jahr, in dem in der Bundesrepublik sein Drehbuch zu „Fanfares d’amour“ (hier als Fanfaren der Liebe) erstmals neuverfilmt wurde, kehrte er wieder nach Deutschland zurück. Nach fünf Jahren Filmabstinenz verfasste Robert Thoeren ab 1955 wieder einige Drehbücher; seine ersten in deutscher Sprache. 
Robert Thoeren war in erster Ehe mit Manina, geb. Tischler, verheiratet. Aus dieser Ehe stammt die Tochter Nina Babette (1939–1960), die als Studentin in Los Angeles ermordet wurde. 1957 heiratete er in zweiter Ehe die Schauspielerin Erica Beer, sein (Adoptiv-)Sohn Konstantin Thoeren geborener Beer, arbeitete als Produzent und Produktionsleiter.
Im Juli 1957 kam Thoeren bei einem Verkehrsunfall in München ums Leben, er wurde im Familiengrab in Wien an der Seite seiner Eltern beigesetzt.

## Filmografie
Als Schauspieler
- 1930: Der Schuß im Tonfilmatelier
- 1930: Weib im Dschungel
- 1931: … und das ist die Hauptsache!?
- 1931: Tropennächte
- 1931: Der Zinker
- 1931: Er und sein Diener
- 1932: Peter und Billy - die Kameradschaftsehe

Als Drehbuchautor
- 1935: Schwarze Augen (Les Yeux noirs)
- 1935: Schlafwagen Paris-Toulon (Fanfare d’amour)
- 1936: 27, rue de la Paix
- 1937: Eifersucht (Nuits de feu)
- 1937: Le dompteur
- 1939: Hotel Imperial
- 1941: Gefährliche Liebe (Rage in Heaven)
- 1944: Tagebuch einer Frau (Mrs. Parkington)
- 1946: Temptation
- 1947: Singapur (Singapore)
- 1947: Live Today for Tomorrow
- 1948: An Act of Murder
- 1949: Auf Leben und Tod (The Fighting O'Flynn)
- 1949: Liebesrausch auf Capri (September Affair)
- 1950: Dämon Uran (My Daughter Joy)
- 1950: Captain Carey, U.S.A.
- 1951: Dem Satan singt man keine Lieder (The Prowler) (Originalstory)
- 1952: Geständnis einer Nacht (La Minute de la vérité)
- 1955: Um Thron und Liebe (Sarajevo)
- 1955: Banditen der Autobahn
- 1956: Zwischen Zeit und Ewigkeit
- 1957: Bekenntnisse des Hochstaplers Felix Krull
- 1958: Petersburger Nächte